# 6196 Bernardbowen
A Bernardbowen ((6196) 1991 UO4) a Naprendszer kisbolygóövében található aszteroida. Ueda Szeidzsi és Kaneda Hirosi fedezte fel 1991. október 28-án.
A kisbolygót 2017-ben nevezték át hivatalosan a Bernardbowen névre Dr Bernard Bowen tiszteletére, aki az International Centre for Radio Astronomy Research (ICRAR) alapító elnöke volt.